# Фернандес, Бернабе
Бернабе Фернандес (исп. Bernabé Fernández; род. 22 апреля 1981, Мадрид) — испанский актёр. Известен своими ролями в испанских фильмах и телесериалах «Семейный врач», «Ковчег» и «Чёрная лагуна».

## Фильмография

### Кинофильмы
| Год       | Название          | Роль |
| --------- | ----------------- | ---- |
| 1998—1999 | Семейный врач     |      |
| 1998—1999 | Хотя вы не знаете |      |

### Телесериалы
| Год       | Название              | Роль              |
| --------- | --------------------- | ----------------- |
| 2000—2001 | После окончания школы |                   |
| 2006      | Душа пирата           | Иньяки Кастельяно |
| 2008      | Факты из жизни        |                   |
| 2010      | Punta Escarlata       |                   |
| 2010      | Чёрная лагуна         | Солдат Торрес     |
| 2011—2013 | Ковчег                | Андрес Паломарес  |